# 国際政治経済学部
国際政治経済学部（こくさいせいじけいざいがくぶ）とは大学に置かれる学部の一つであり、国際政治経済学を教育研究することを目的としている。グローバル化された現代社会では国際間は勿論の事、国内における諸問題を解決する上でも単に政治学のみを深く極めているだけでなく、国際政治学、国際経済学、国際関係学などの世界を基準とした学問を幅広く修めた視野の広い人材こそが新たな策を生み出し社会に貢献できるとしている。そのため国際政治経済学部では様々な学問分野の壁を越えて学際的に教育研究が行われている。

## 国際政治経済学部を置く大学
- 青山学院大学
- 二松學舎大学